# Инверзија магнетног поља Земље
Инверзија магнетног поља Земље - представља промену правца Земљиног магнетног поља у геолошкој историји планете. Одређује се палеомагнетном методом. Током инверзија, северни магнетни пол и јужни магнетни пол замењују места, а игла компаса почиње да показује супротан смер. Инверзија је релативно ретка појава. Претпоставља се да се последњи пут десила пре око 780 хиљада година. 
Инверзије магнетног поља се дешавају у временским интервалима од неколико десетина хиљада година, до неколико десетина милиона година. Дакле, није детектована никаква периодичност у промени полова и тај процес се сматра стохастичким. Дуги периоде мировања магнетног поља могу бити праћени периодима вишеструких инверзија са различитим трајањем и обрнуто.
Стручњаци са Универзитета Џонс Хопкинс (САД) сугеришу да би током инверзије Земљина магнетосфера толико ослабила да би космичко зрачење могло да досегне Земљину површину, тако да би овај феномен могао наштетити живим организмима на планети и довести до још озбиљнијих последица за човечанство до глобалне катастрофе: то је био један од сценарија есхатолошких спекулација о неуспелом завршетку свијета у 2012. години.
Научни радови последњих година су показали и могућност случајних промена у правцу магнетног поља у стационарном турбулентном динаму. Према речима шефа лабораторије геомагнетизма Института за физику Земље Владимира Павлова, инверзија је прилично дуг процес, по људским стандардима.